# 경상북도학생문화회관
경상북도학생문화회관은 경상북도 포항시 북구 환호로50번지에 있는 도서관이다.

## 연혁
- 2005. 04. 11 경상북도교육위원회 건립 계획안 보고
- 2006. 01. 10 경상북도학생문화회관 건립 협약 체결(포항시)
- 2007. 12. 26 경상북도학생문화회관 건축 기공식
- 2009. 03. 12 경상북도학생문화회관 행정기구설치조례 공포
- 2009. 05. 14 경상북도학생문화회관 행정기구설치조례 시행규칙 공포
- 2010. 01. 01 초대 이승태 관장 부임
- 2010. 01. 07 경상북도교육청 직속기관 및 지역교육청 소속기관 이용 등에 관한 조례 공포
- 2010. 01. 21 경상북도학생문화회관 건축 준공
- 2010. 02. 22 경상북도교육청 직속기관 및 지역교육청 소속기관 이용 등에 관한 조례 시행규칙 공포
- 2010. 03. 16 경상북도학생문화회관 개관
- 2011. 01. 01 2부체제 승격(2과 → 2부 1과)
- 2012. 03. 01 2대 박양하 관장 부임
- 2013. 03. 01 3대 한승열 관장 부임